# 아스테로페이아속
아스테로페이아속(Asteropeia)은 석죽목의 아스테로페이아과(Asteropeiaceae)에 속하는 속씨식물 속이다. 아스테로페이아과는 아주 극소수의 분류학자들에게만 인정되어 왔다.
2003년의 APG II 분류 체계(1998년의 APG 분류 체계에서 바뀌지 않음)는 아스테로페이아과를 인정하고, 핵심진정쌍떡잎식물군의 석죽목으로 분류했다. 단일 속 아스테로페이아속(Asteropeia)은 아스테로페이아과의 유일속이며, 마다가스카르 섬에서 발견된다.
AP-웹사이트에 의하면, 아스테로페이아과는 피세나과(마다가스카르 섬)와 함께 하나의 분류군을 형성한다.

## 종
- Asteropeia amblyocarpa
- Asteropeia densiflora
- Asteropeia labatii
- Asteropeia micraster
- Asteropeia multiflora
- Asteropeia rhopaloides
- Asteropeia mcphersonii